# JS Saoura
O Jeunesse Sportive de la Saoura é um clube de futebol com sede em Méridja, Argélia. A equipe compete no Campeonato Argelino de Futebol.

## História
O clube foi fundado em 2008.